# ヴィッロルバ
ヴィッロルバ（伊: Villorba）は、イタリア共和国ヴェネト州トレヴィーゾ県にある、人口約18,000人の基礎自治体（コムーネ）。

## 地理

### 位置・広がり

#### 隣接コムーネ
隣接するコムーネは以下の通り。
- アルカーデ
- カルボネーラ
- ポンツァーノ・ヴェーネト
- ポヴェリアーノ
- スプレジアーノ
- トレヴィーゾ

### 気候分類・地震分類
気候分類では、zona E, 2397 GGに分類される。
また、イタリアの地震リスク階級 (it) では、zona 2 (sismicità media) に分類される。

## 行政

### 分離集落
ヴィッロルバには、以下の分離集落（フラツィオーネ）がある。
- Catena, Fontane, Lancenigo (sede comunale), Villorba

## 姉妹都市
- アルボレーア、イタリア

## 出身人物
- マルコ・フゼル - ラグビー選手。